# Эскива де Сент-Омер

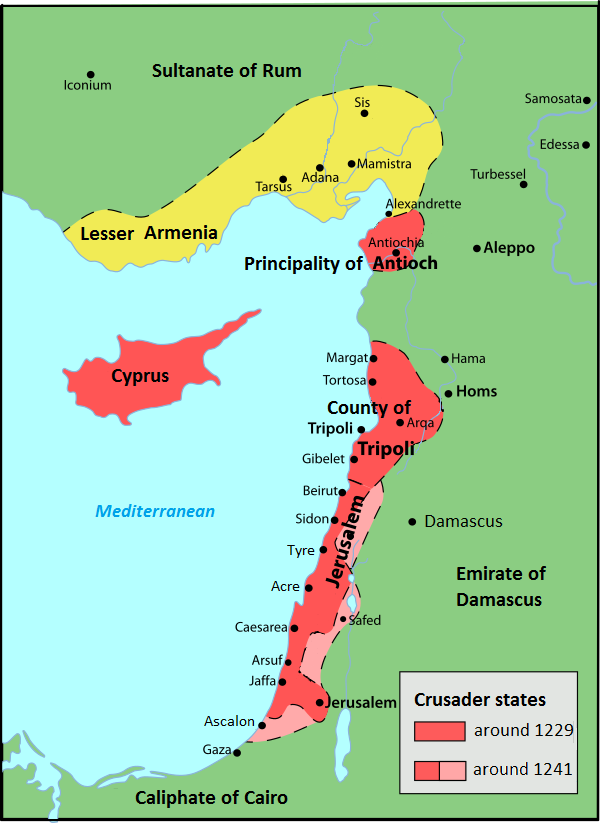
Завоевания крестоносцев в ходе Крестового похода 1239—1241 гг. (светлым цветом)

Эскива III де Сент-Омер (Eschiva de Saint-Omer) (ум. после февраля 1265) — княгиня Галилеи.
В некоторых современных российских публикациях её имя неправильно переводится как Эшива, однако в первоисточниках латинское написание однозначно: Eschive.
Родилась около 1200 года. Дочь Рауля де Сент-Омера, титулярного князя Галилеи, и его жены Агнессы Гарнье.
Галилея ещё в 1187 году была завоёвана Айюбидами, поэтому после смерти отца в 1219 году Эскива унаследовала только титул.
Около 1218 года вышла замуж за Эда де Монфокона (Монбельяра) (ум. 1247), сына Готье де Монбельяра, регента Кипра в 1205—1210 годах.
Во время крестового похода 1239—1241 годов в результате мирного договора с айюбидским султаном Дамаска в июне 1240 года Галилея была возвращена Иерусалимскому королевству, и Эскива де Сент-Омер стала её правящей княгиней. Но ненадолго — 16 июня 1247 года столичный город Тибериаду снова заняли Айюбиды. Однако какие-то небольшие владения в Галилее у неё остались.
Дети:
- Мария де Монфокон. Первый муж — Гуго Ибелин (1231/32-1254/55), сын Балиана Ибелина, сеньора Бейрута. Второй муж — Жак Ибелин (1240—1276), сеньор Яффы.
- Жанна, умерла в молодом возрасте.
- Симона де Монфокон, жена Филиппа Ибелина, коннетабля королевства Кипр. Их сын Балиан Ибелин (1270—1315/16) принял титул князя Галилеи.